# CLSPN
CLSPN‏ (Claspin) هوَ بروتين يُشَفر بواسطة جين CLSPN في الإنسان.